# واردر
واردر (به هلندی: Waarder) یک منطقهٔ مسکونی در هلند است که در بوده‌خرافن-ریوویک واقع شده‌است. واردر ۱٬۶۴۷ نفر جمعیت دارد.